# Bellaco
Bellaco är en ort i Mexiko.   Den ligger i kommunen San Juan Evangelista och delstaten Veracruz, i den sydöstra delen av landet, 500 km öster om huvudstaden Mexico City. Bellaco ligger 39 meter över havet och antalet invånare är 816.
Terrängen runt Bellaco är platt. Runt Bellaco är det glesbefolkat, med 17 invånare per kvadratkilometer. Närmaste större samhälle är Estación Juanita, 4,6 km nordväst om Bellaco. Omgivningarna runt Bellaco är en mosaik av jordbruksmark och naturlig växtlighet.